# Nothocremastus mellipes
Nothocremastus mellipes là một loài tò vò trong họ Ichneumonidae.